# Oshiguma

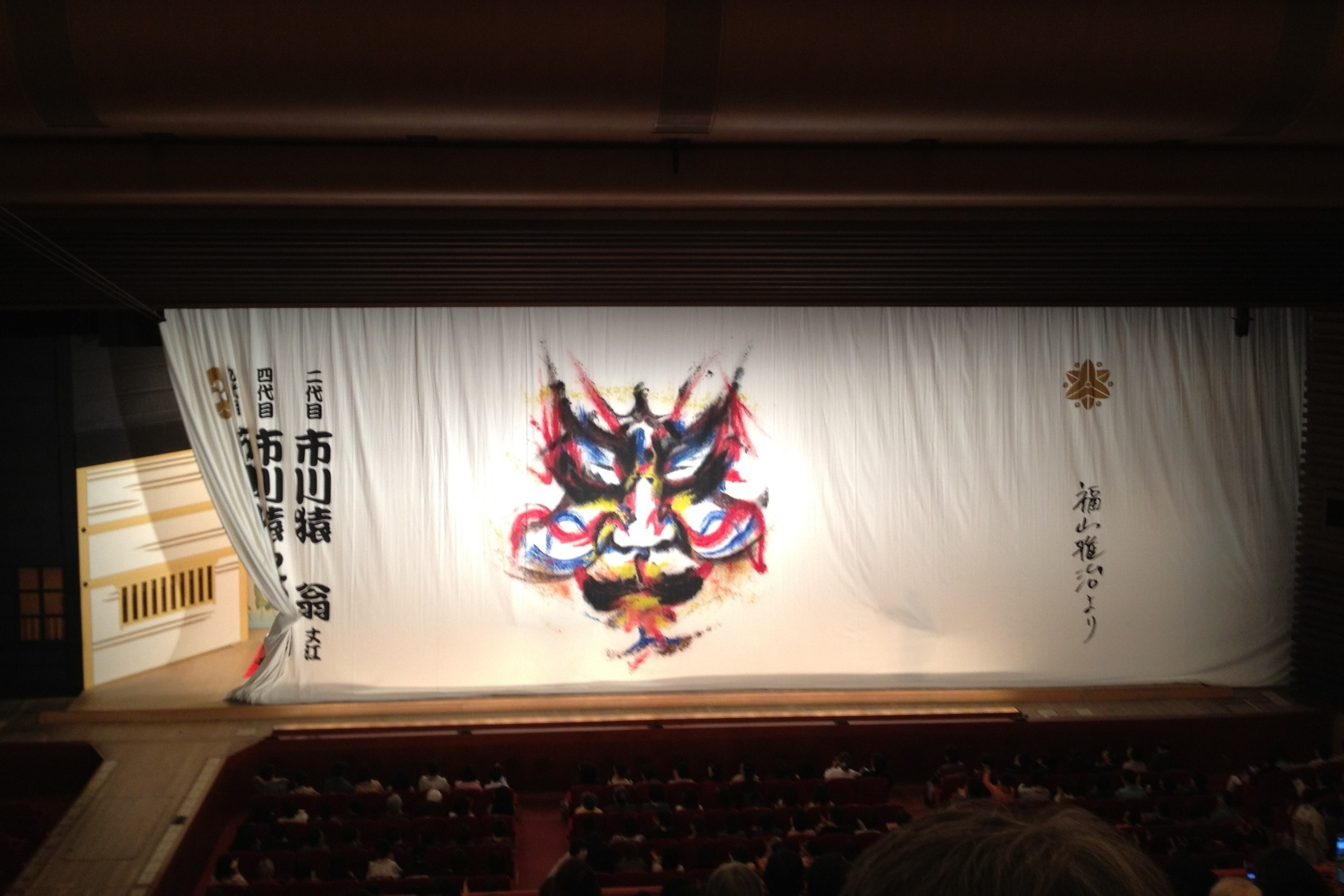
Una oshiguma rappresentata sul sipario del teatro Misono-za, un teatro di Nagoya spesso dedicato a rappresentazioni kabuki.

Una oshiguma è un'impronta del proprio kumadori, ossia del proprio trucco facciale, lasciata da un attore kabuki su un panno, solitamente di seta o di cotone, per creare un ricordo della rappresentazione se non una vera e propria opera d'arte.  
Le oshiguma sono generalmente, ma non necessariamente, realizzate dopo la messa in scena di un'opera kabuki e sono ritenute un souvenir particolarmente ambito dagli appassionati di questo tipo di teatro che le ritengono veri e propri pezzi da collezione. Una singola oshiguma può anche essere composta da più impronte facciali lasciate da diversi attori, solitamente provenienti dallo stesso spettacolo, rappresentanti i kumadori dei principali personaggi dell'opera. Oltre a tali impronte, non è insolito trovare sul panno anche autografi, date o altre iscrizioni, e, più raramente, elementi grafici aggiunti in un secondo tempo.
Lo stesso termine può anche essere utilizzato per descrivere una rappresentazione artistica del trucco facciale usato nel kabuki.